# Wentelploeg

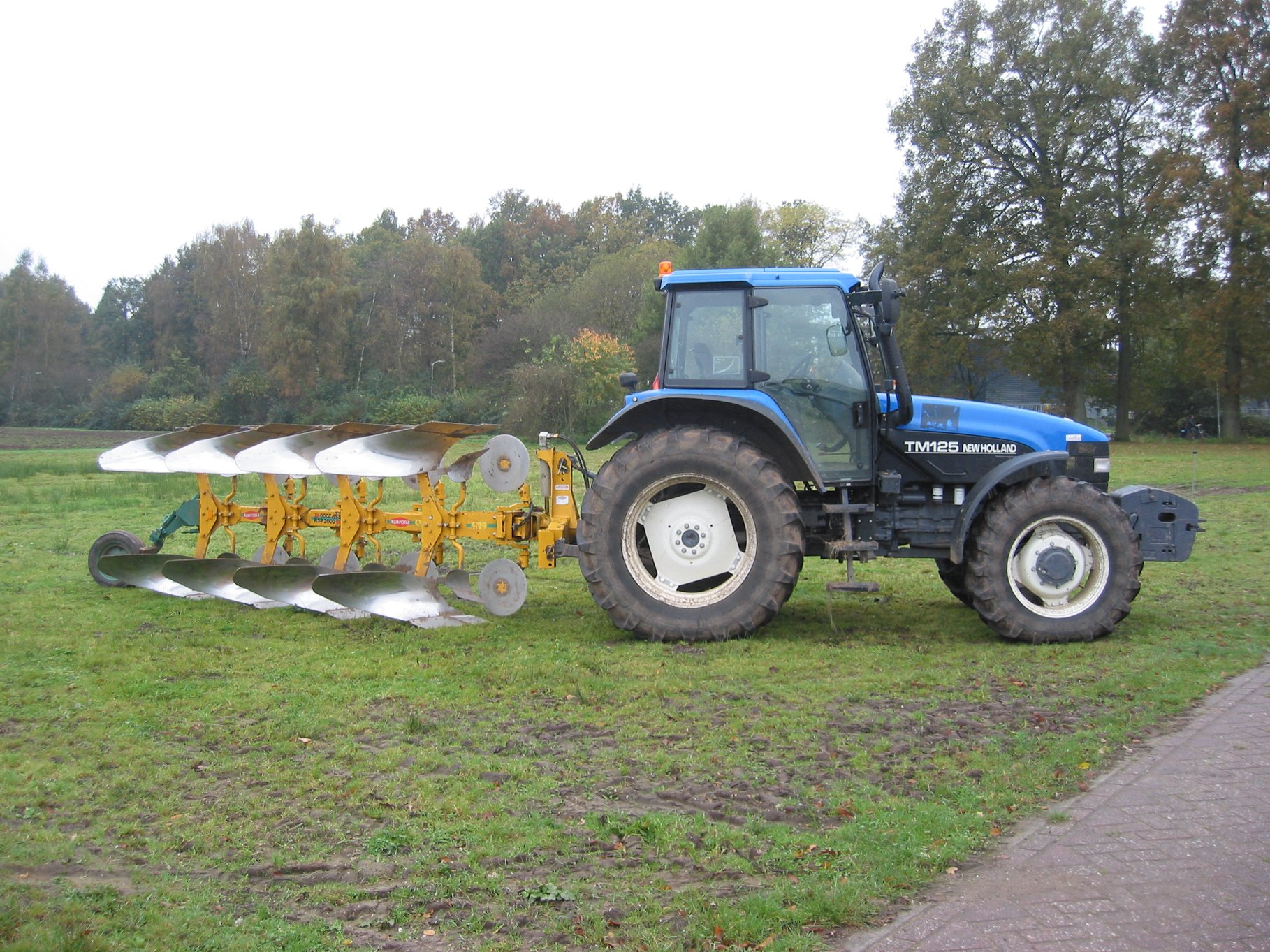
Vierscharige wentelploeg met schijfkouters

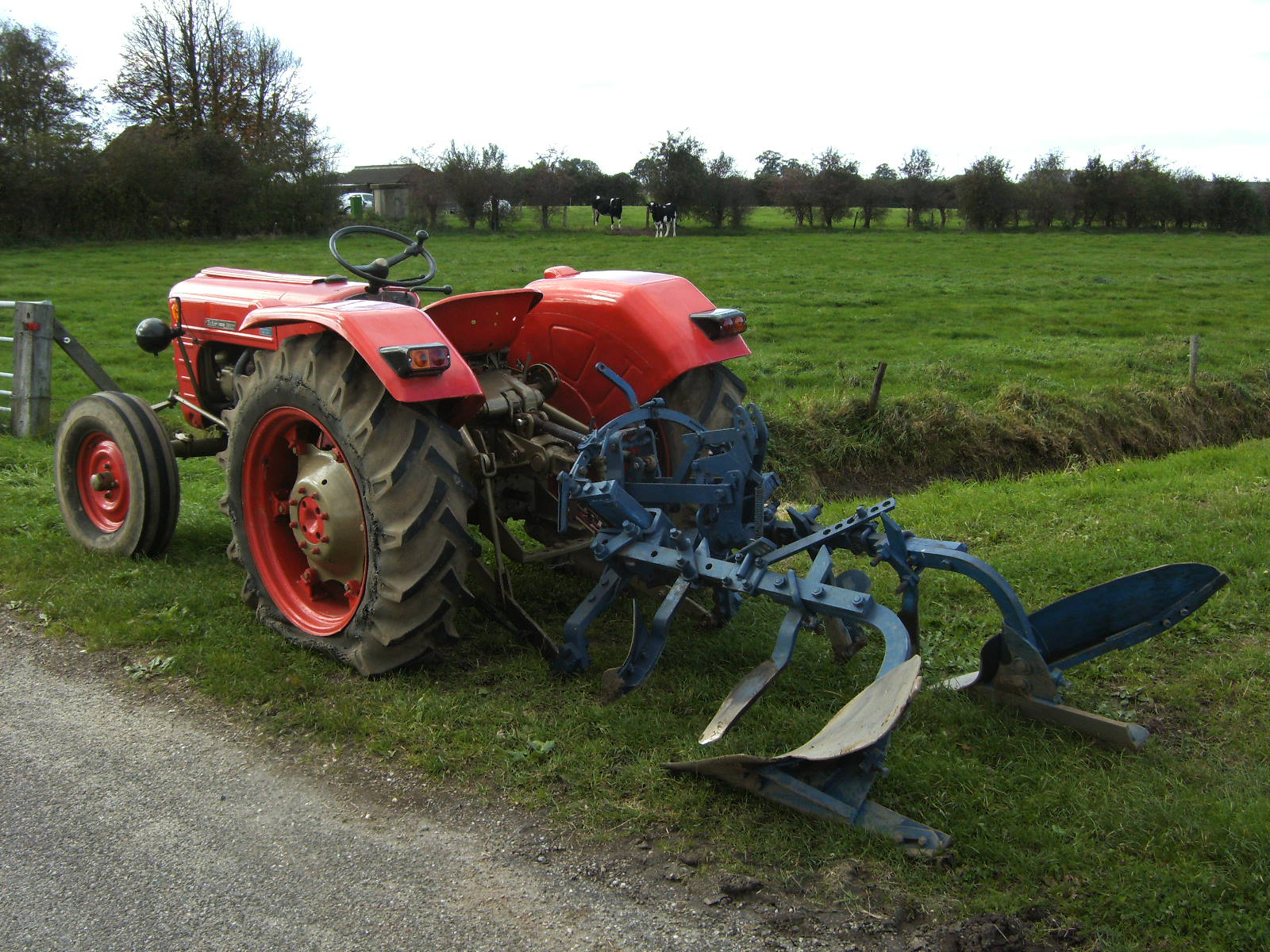
Eenscharige wentelbare keerploeg uit ca 1960

Een wentelploeg of kantelploeg is een type keerploeg die gedraaid kan worden om de lengteas. Hierbij zitten één of meer scharen, en eenzelfde aantal scharen in spiegelbeeld, aan een wentelas. Door aan het einde van de akker de ploeg te kantelen kan men in dezelfde vore (voor) terugploegen. Zodoende ontstaat een aaneengesloten geploegd vlak.
Eenzelfde resultaat is te bereiken met een kip-/balansploeg. De ploeg kipt om een as loodrecht op de lengteas. Deze ploeg heeft evenwel bij meerdere scharen een grotere lengte dan de wentelploeg, waardoor de kopakker groter wordt.
Met de oorspronkelijke rondgaande keerploegen kon niet in dezelfde vore (voor) teruggeploegd worden. Men was verplicht rondgaand te werken. Percelen ploegde men vanuit het midden (het jaar daarna vanaf de rand), er werd rondgeploegd tot een zekere breedte. Was het te ploegen land erg breed dan werd het in meerdere panden verdeeld.

## Afbeeldingen

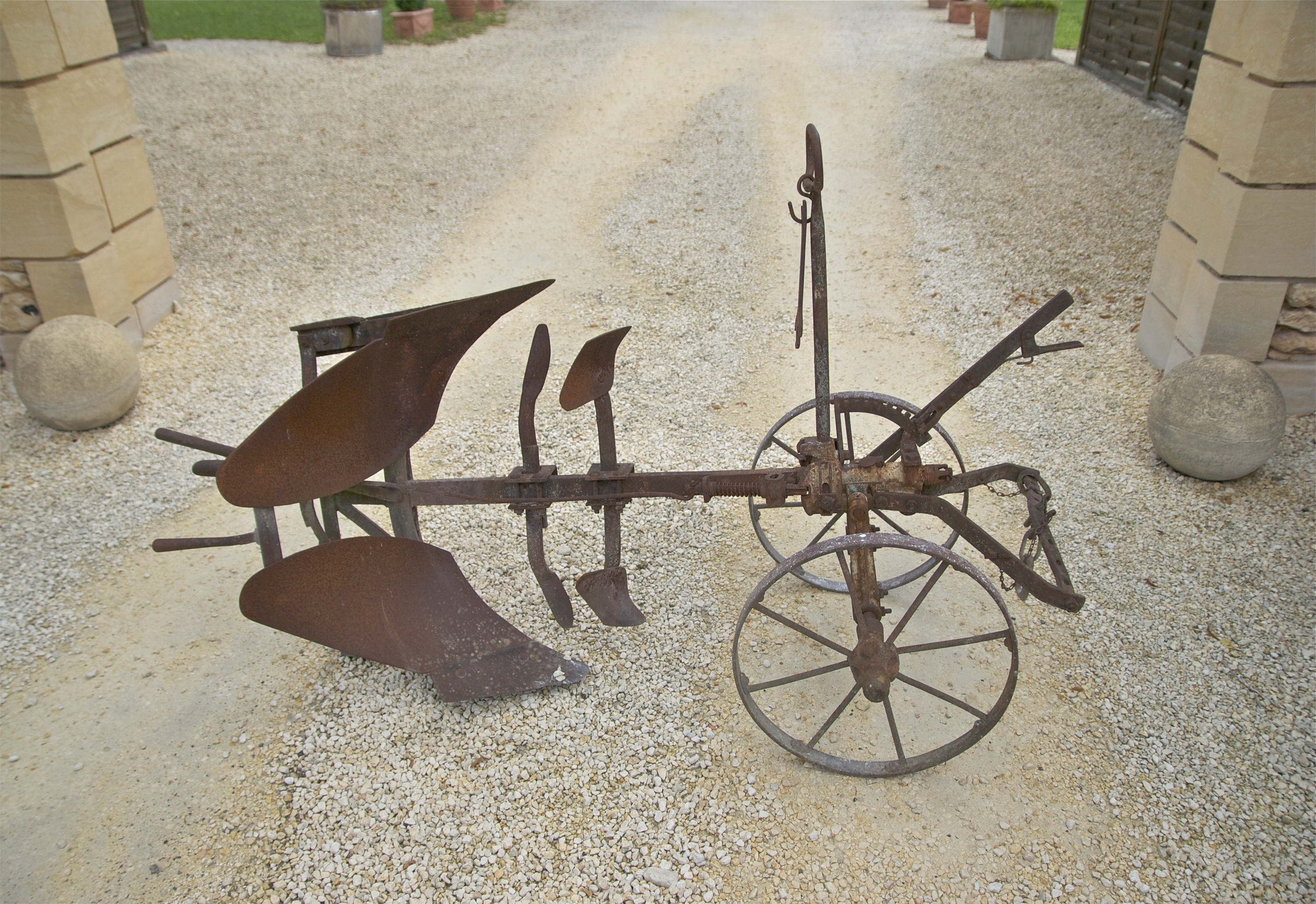
Ouderwetse wentelploeg
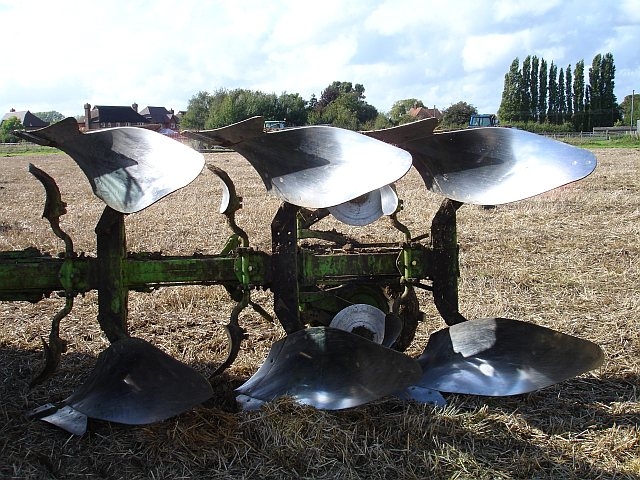
Moderne wentelploeg